# Кандлево
Кандлево (пол. Kandlewo) — село в Польщі, у гміні Всхова Всховського повіту Любуського воєводства.
Населення — 301 особа (2011).
У 1975-1998 роках село належало до Лешненського воєводства.

## Демографія
Демографічна структура станом на 31 березня 2011 року:
|          | Загалом | Допрацездатний вік | Працездатний вік | Постпрацездатний вік |
| -------- | ------- | ------------------ | ---------------- | -------------------- |
| Чоловіки | 149     | 34                 | 104              | 11                   |
| Жінки    | 152     | 32                 | 92               | 28                   |
| Разом    | 301     | 66                 | 196              | 39                   |